# François Ruhlmann

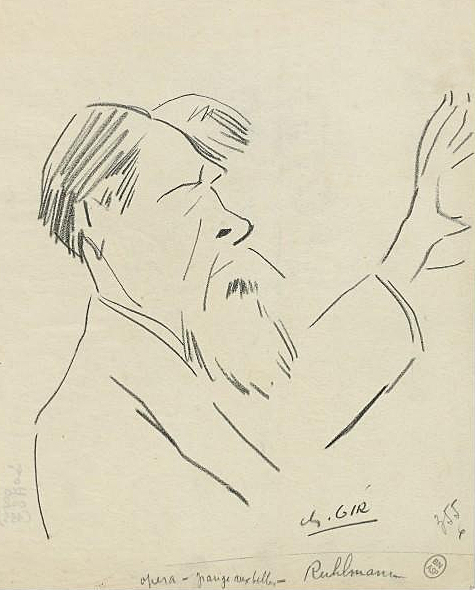
Caricatura de François Ruhlmann.

François Ruhlmann (Bruselas, 11 de enero de 1868 - 1948) fue un director de orquesta francés.

## Vida y carrera
Ruhlmann fue alumno de Joseph Dupont en Bruselas. De niño cantó en el coro del Teatro Real de la Moneda, y a los siete años tocaba el oboe en la orquesta.
El primer compromiso de Ruhlmann como director fue en el Teatro de las Artes de Ruán en 1892. Después trabajó en Lieja y Amberes, antes de volver al Teatro Real de la Moneda en 1898.
François Ruhlmann comenzó su carrera en la Opéra-Comique de París el 6 de septiembre de 1905 (con Carmen), luego a la muerte de Alexandre Luigini se convirtió en director principal en 1906 (retirándose del puesto en 1914). Aunque fue movilizado en 1914, volvió a dirigir ocasionalmente durante la guerra.
Desde 1911 dirigió en el Teatro del Casino de Aix-les-Bains. Más tarde defendió obras de Dukas, Debussy, Fauré y Ravel en los Conciertos Populares de Bruselas. En 1920 Ruhlmann intentó mediar en una disputa con los sindicatos de músicos en París, aunque simpatizaba con los intérpretes.
En 1919 pasó a la Opéra, donde permaneció hasta 1938.
Dirigió muchos estrenos operísticos:
- Les Pêcheurs de Saint Jean (Widor) 1905
- Les Armaillis (Doret) 1906
- Le roi aveugle (Février) 1906
- Ariane et Barbe-bleue (Dukas) 1907
- Le Chemineau (Leroux) 1907
- La Habanéra (Laparra) 1908
- La reina de las nieves (Rimski-Kórsakov) estreno en París 1908
- Chiquito (Nouguès) 1909
- On ne badine pas avec l'amour (d'Erlanger) 1910
- Bérénice (Magnard) 1911
- L’Ancêtre (Saint-Saëns) estreno en París 1911
- L'Heure espagnole (Ravel) 1911
- Thérèse (Massenet) estreno en París 1911
- La sorcière (Erlanger) 1912
- La Lépreuse (Lazzari) 1912
- La vida breve (Falla) estreno en París 1913
- Mârouf (Rabaud) 1914
- Lorenzaccio (Moret) 1920
- Esther, princesse d'Israël (Mariotte) 1925

Durante mucho tiempo estuvo relacionado con la discográfica Pathé, con quien hizo muchas grabaciones, incluyendo seis óperas completas después de 1910, entre ellas Rigoletto (Verdi) en 28 lados; Fausto (Gounod) en 56 lados; y El trovador (Verdi), 1912 en 38 lados. También dirigió la grabación Pathé de 1911 de la ópera Carmen (54 lados).